# Tectaria harlandii
Tectaria harlandii là một loài thực vật có mạch trong họ Dryopteridaceae. Loài này được (Hook.) C.M. Kuo mô tả khoa học đầu tiên năm 2002.